# ماري أوستين هولي
ماري أوستين هولي (بالإنجليزية: Mary Austin Holley)‏ هي كاتِبة ومؤرخة وجيولوجية أمريكية، ولدت في 1784، وتوفيت في 1846.